# 11249 Etna
A 11249 Etna (ideiglenes jelöléssel 1971 FD) egy kisbolygó a Naprendszerben. Cornelis Johannes van Houten,  Ingrid van Houten-Groeneveld és Tom Gehrels fedezte fel 1971. március 24-én.
Nevét a Szicílián található Etna vulkán után kapta.